# Code postal en Belgique

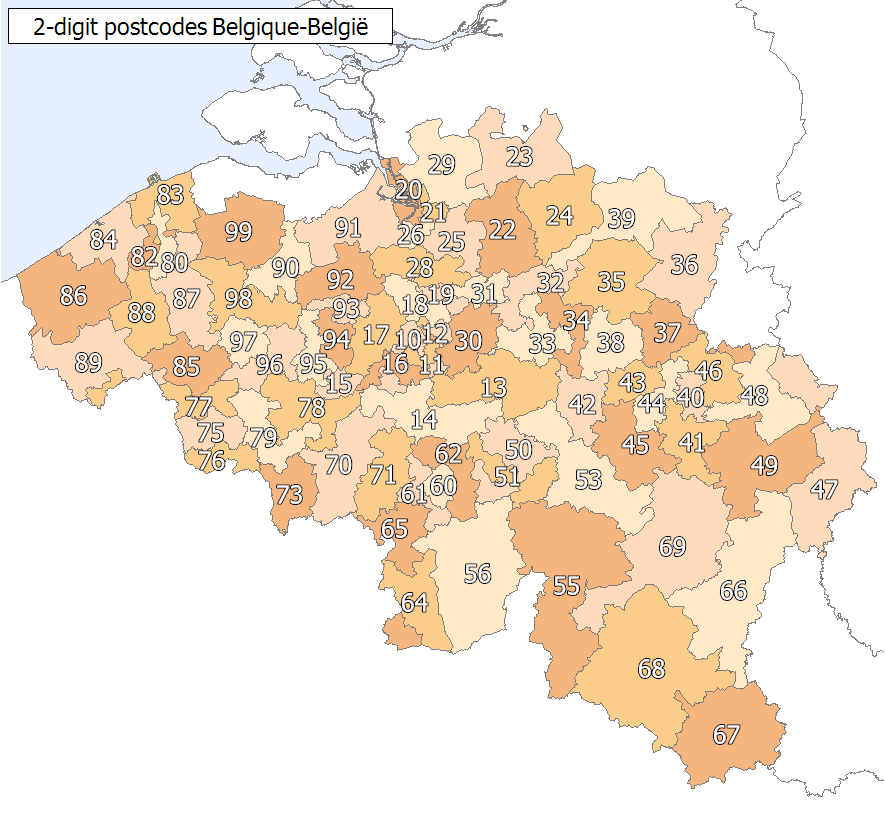
Division de la Belgique en fonction des deux premiers chiffres du code postal.

Chaque code postal en Belgique est composé d'une suite de 4 chiffres. Le système est entré en vigueur en 1969. Un code postal peut être commun à plusieurs entités communales.

## Histoire et évolution
À l'introduction des codes postaux en 1969, chaque commune belge s'est vu délivrer un code postal propre. Lors du processus de fusion des communes de 1970 à 1983, les codes postaux restent inchangés. Ainsi, avant la réforme du 1er octobre 1990, chaque code postal correspond à une section communale. Après la réforme, la moitié des communes belges reçoivent un nouveau code postal, et un même code postal peut couvrir plusieurs sections. Le but est ainsi de faire correspondre les codes postaux à des limites provinciales et communales.

## Code
Les deux premiers chiffres du code postal indiquent le secteur de tri, le troisième chiffre indique le bureau de poste et le quatrième le bureau de distribution.
| Codes postaux du secteur de tri                   | Centre de tri correspondant | Communes principales                                          | Province                                                         |
| ------------------------------------------------- | --------------------------- | ------------------------------------------------------------- | ---------------------------------------------------------------- |
| 10xx-12xx 15xx-16xx 17xx-19xx 30xx-34xx           | Bruxelles X                 | Bruxelles Halle Dilbeek, Vilvorde Louvain                     | Région de Bruxelles-Capitale Province du Brabant flamand         |
| 20xx-24xx 25xx-29xx 35xx-39xx                     | Anvers X                    | Anvers Lierre, Malines Hasselt                                | Province d'Anvers Province de Limbourg                           |
| 40xx-44xx 45xx-49xx 66xx-69xx                     | Liège X                     | Liège Huy Bastogne                                            | Province de Liège Province de Luxembourg                         |
| 13xx-14xx 50xx-56xx 60xx-65xx 70xx-73xx 75xx-79xx | Charleroi X                 | Wavre, Limal, Nivelles Namur Charleroi Mons Tournai, Mouscron | Province du Brabant wallon Province de Namur Province de Hainaut |
| 80xx-84xx 85xx-89xx 90xx-94xx 95xx-99xx           | Gand X                      | Bruges Courtrai Gand Grammont                                 | Province de Flandre-Occidentale Province de Flandre-Orientale    |

### Codes spéciaux
Certaines institutions disposent de leur propre code postal. C'est par exemple le cas de du parlement francophone bruxellois, de la Chambre des représentants, du sénat belge, de la chaîne RTBF (1044) et de la direction d'immatriculation des véhicules.
Les codes postaux se terminant par xx99 sont utilisés pour les retours postaux dirigés vers les centres de tris provinciaux (1099 : Bruxelles X ; 2099 : Anvers X ; 4099 : Liège X ; 6099 : Charleroi ; 9099 : Gent X).

### Particularités et codes administratifs
Si la réforme de 1990 consistait à harmoniser les codes postaux vis-à-vis des frontières communales, une série d'exceptions a été maintenue, qui était déjà en vigueur avant 1990, en particulier pour la ville de Bruxelles qui emprunte divers codes postaux à plusieurs communes voisines.
Ainsi, le quartier des Squares, une portion de l'extension Est de la ville de Bruxelles racheté à la commune de Saint-Josse-ten-Noode en 1853, porte le code postal 1040 (1041) de la commune d'Etterbeek. Le Résidence Palace, dans le quartier européen, porte aussi le code postal 1040 (1041).
C'est également le cas d'une partie des numéros pairs de la rue Stephenson, isolés du reste de Bruxelles par les voies de chemin de fer et portant le code postal 1030 (1031) propre à Schaerbeek. Ces immeubles situés entre l'ancien et le nouveau tracé de la ligne ferroviaire 161 jouxtent la bifurcation ferroviaire au Nord de Schaerbeek pour laquelle les frontières communales ont été adaptées afin d'accueillir l'ensemble de l'infrastructure ferroviaire sur le territoire de Bruxelles. 
Dans l'extension Sud de la ville de Bruxelles, toutes les rues ont été portées au code postal 1000 durant les années 1960, à l'exception de l'avenue Louise et de l'avenue Franklin Roosevelt, artères centrales de l'extension, qui tiennent le code postal 1050 (1051) de la commune d'Ixelles. Une mineure partie de l'avenue Louise porte de surcroît le code 1050 (1052) tout en appartenant à la commune de Saint-Gilles.
Pour remédier à la confusion possible entre les différentes communes, les services publics font usage de codes administratifs, différents des codes postaux mais certes utilisés par l'administration pour son courrier. Ainsi, le code administratif d'Ixelles correspond à son code postal 1050, alors que l'avenue Louise porte le code administratif 1051 pour sa majeure partie bruxelloise et 1052 pour la partie appartenant à Saint-Gilles. De même, la partie bruxelloise du quartier européen porte le code administratif 1041.

## Attribution et changement
Bpost est chargé de l'attribution des codes postaux en tant qu'opérateur du service universel postal. 
En vertu de la loi du 13 décembre 2010, si une modification de code postal est envisagée, bpost doit proposer ce changement auprès de l'institut belge des services postaux et des télécommunications (IBPT), qui remet son avis au ministre de tutelle.